# Marek Kosewski

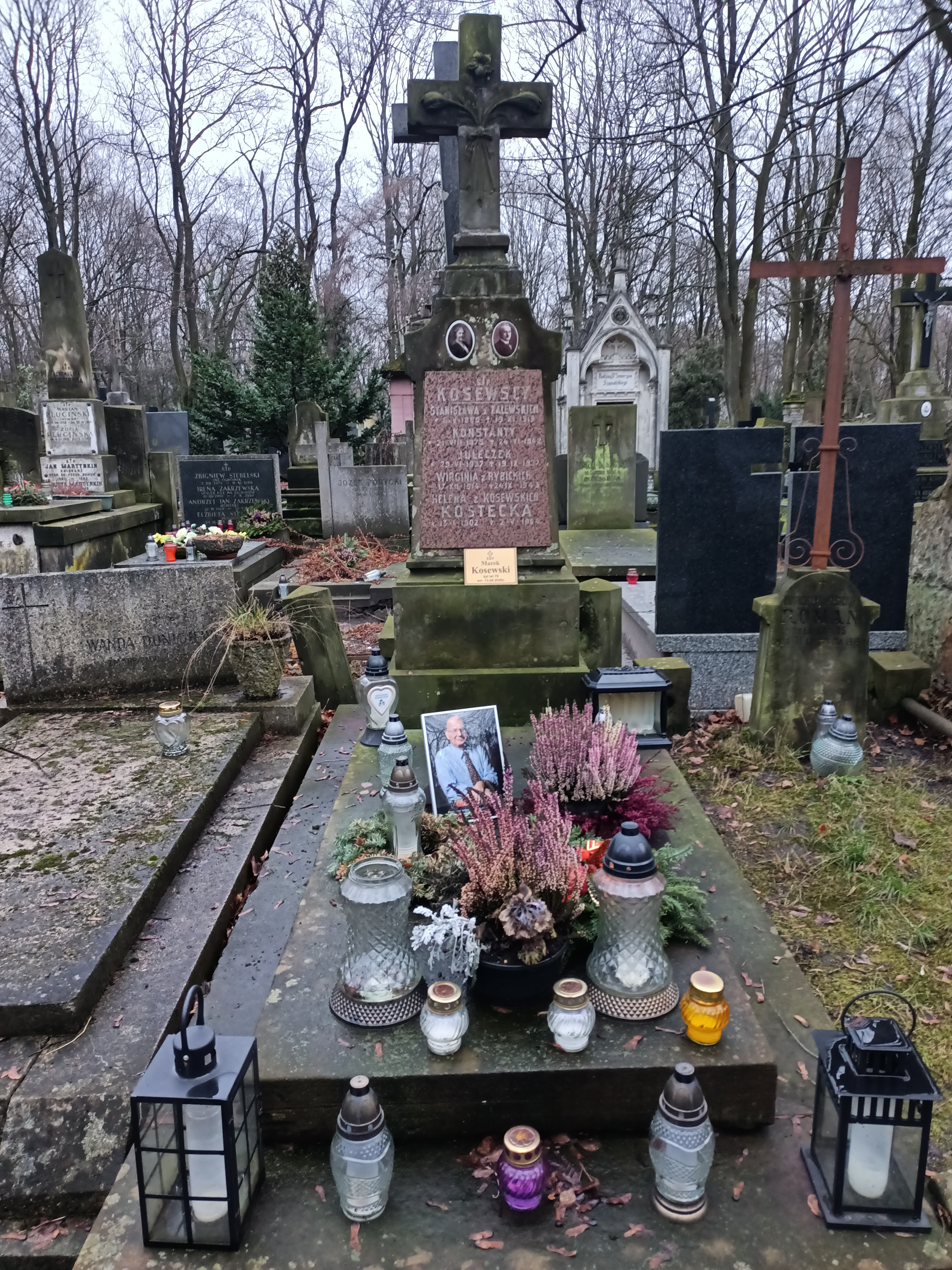
Grób Marka Kosewskiego na cmentarzu Powązkowskim

 Marek Kosewski  (ur. 14 czerwca 1941 w Warszawie, zm. 13 sierpnia 2020) – polski psycholog, dr hab., wykładowca akademicki.

## Życiorys
W 1977 r. uchwałą rady Wydziału Filozoficzno-Historycznego Uniwersytetu Jagiellońskiego uzyskał stopień doktora nauk humanistycznych. Uchwałą tej samej Rady Wydziału w 1987 r. uzyskał stopień doktora habilitowanego nauk humanistycznych w zakresie psychologii. Obecnie kierownik Instytutu Zarządzania przez Wartości Wyższej Szkoły Finansów i Zarządzania w Warszawie.  W przeszłości interesował się psychologią agresji i zastosowaniami tej wiedzy do problemów patologii społecznej, przestępczości i resocjalizacji. W latach 80. XX wieku zajmował się badaniami nad zachowaniem się ludzi w sytuacjach pokusy i upokorzenia. W połowie lat 90. rozwinął model regulacji godnościowej zachowania, w skrócie zwany teorią „anomia – etos” i zaczął go stosować do zagadnień pokusy pracowniczej i korupcji. Następnie opracował program szkoleń z zakresu asertywności godnościowej i szkoleń dla potrzeb administracji i biznesu. Obecnie swoje zainteresowania skupia na problematyce związanej z władzą (menadżera, rodzica i nauczyciela) nad innymi  oraz na zmianach powodujących dwa różne sposoby sprawowania władzy: tworzenia „sytuacji kontroli” oraz generowania „sytuacji upokorzenia”.

## Wybrane publikacje
- Wartości, godność i władza, Vizja Press&IT, Warszawa, 2008
- Układy. O tym, dlaczego uczciwi ludzie czasami kradną, a złodzieje ujmują się honorem. Wydawnictwo Wyższej Szkoły Finansów i Zarządzania, Warszawa, 2007
- Ludzie w sytuacjach pokusy i upokorzenia, Wiedza Powszechna, Warszawa, 1985.
- Psychologiczne Problemy Profilaktyki Społecznej i Resocjalizacji. Teoria reaktywnych i autonomicznych zachowań przestępczych, Prace IPSiR, T.8, Warszawa, 1983.
- Agresywni Przestępcy, Wiedza Powszechna, Warszawa, 1977.